# Takeši Kitano
Takeši Kitano (Adači, Tokio, 18. januar 1947) jedno je od najpoznatijih medijskih lica Japana. Uz režiju i glumu, vredan je novinski kolumnista, pisac, pesnik, slikar te učestvuje u nekoliko TV emisija na japanskoj televiziji. Slavu koja ga danas prati, kao i svoj nadimak Bit, stekao je ranih sedamdesetih u manzaj-komediji, kao polovina dua „Two Beats”, koji publiku šarmiraju svojim brzopoteznim prepucavanjem i satiričnim humorom. U osamdesetima Kitano glumi u mnogim filmovima, od kojih je najpoznatiji „Srećan Božić gospodine Lavrense” („Merry Christmas Mr. Lawrence”) Nagiše Ošime. Njegovo portretisanje narednika Hare dozirajući brutalnost i patos postaće jedan od lajtmotiva njegovih kasnijih samorežirajućih radova.
Kitano je postao poznat 1970-ih kao član komičarskog dua Two Beat, pre nego što je prešao na solo nastupe i postao jedan od tri najveća komičara u Japanu. Godine 1989. Kitano se okitio još jednom profesionalnom titulom - redateljskom. Trebalo je da glumi u policijskom trileru veterana gangsterskog filma Kinji Fukasakua, ali kad potonji odlazi sa filmskog projekta, producenti redateljsku palicu nude Kitanu. On prerađuje scenarij, a rezultat je poznat kao film „Nasilni policajac” („Violent Cop”), delirično nasilno remek delo koje mu donosi međunarodne pohvale. Tim filmom Kitano definiše svoj rediteljski stil karakterisan dugim kadrovima, minimalnim dijalogom i čvrstom kompozicijom. Uvodi i svojevrsnog, šakama sklonog antiheroja, osobu koja će se, uz varijacije, pojavljivati u kasnijim njegovim radovima. Ta, ne baš laka mešavina komedije i brutalnosti postće zaštitni znak njegovih kasnijih krimića: „Boiling Point”, „Sonatine” i „Vatromet” („Hana-bi”) (pobednički film Venecijanskog filmskog festivala 1997). Iako ponajpre poznat po svojim kriminalnim epskim pričama, Kitano je našao vremena i za laganu dramu o gluvonemom skupljaču smeća koji uči da surfira u filmu „Scene uz more” („Scene By The Sea”), za grotesknu komediju satiričnog pogleda na japansku kulturu u „Getting Any?” („Jesi li šta...?”) te za „Deca se vraćaju” („Kids Return”), priču o odrastanju dvoje školskih propalica.
Karijera i život su mu umalo završili 2. avgusta 1994. kad je stradao u saobraćajnoj nesreći. Gotovo šest nedelja se oporavljao se od ozleda glave, a sledilo je još nekoliko meseci fizičke terapije. Tokom oporavka Kitano igra malu ulogu u filmu Takaši Išija „Gonin”, u kojem njegov lik ima povez preko očiju, ostatak iz realnosti u kojoj zamalo nije pobegao smrti, lako su međunarodna prikazivanja njegovih pređanjih filmova postigla pozitivne kritičarske iskaze, naišla su na prosečan odaziv publike. Godine 2000. Kitano se našao vrlo blizu Holivudskog uspeha svojim prvim međunarodnim delom „Brother”. Godine 2001. pojavljuje se u kontroverznom japanskom hitu „Borba do poslednjeg”, filmu o srednjoškolcima koji su dovezeni na ostrvo kako bi ubili jedan drugoga. Godinu kasnije, prvi put u šest godina, Takeši Kitano ostao je iza kamere. Film „Dolls” bio je njegov deseti scenarističko-rediteljski rad. U svom poslednjem radu, „Zatoichi” Kitano potpisuje scenarij, režiju, a igra i naslovni lik. Film je klasičan samurajski ep o slepom ubici što se očajnički trudi da ostane veran i dostojan strogih samurajskih pravila. Uvreženo je pravilo da se kao Beat Takeši potpisuje pod svoje glumačke, a s Takeši Kitano na svoje redateljske radove. Kitano je imao i svoj komični serijal, na svoj način sličan „Igrama bez granica”: „Takešijev dvorac” (Takeshi's Castle).
Dobio je priznanje kritike za svoj idiosinkratični filmski rad, osvojivši brojne nagrade, a japanski filmski kritičar Nagaharu Jodogava ga je jednom nazvao „pravim naslednikom” uticajnog filmskog stvaraoca Akire Kurosave. Mnogi Kitanovi filmovi su drame o jakuza gangsterima ili policiji. Kritičari opisuju da koristi stil glume koji je veoma mršav ili stil kamere koji se približava gotovo stazi. Kitano često koristi duge kadrove tokom kojih se čini da se malo toga dešava, ili montažu koja se prebacuje odmah nakon nekog događaja. Mnogi od njegovih filmova izražavaju sumorni pogled na svet, ali su takođe ispunjeni humorom i naklonošću prema njihovim likovima.

## Život i karijera

### Rani život
Takeši Kitano je rođen u Adačiju u Tokiju sa dva starija brata i starijom sestrom. Njegov otac je radio kao moler, a Kitano je otkrio da je nekad živeo kao jakuza, dok je njegova majka bila strogi disciplinar i vaspitač koja je radila u fabrici. U njegovom radničkom kraju, deca su se ugledala na igrače bejzbola i jakuze, a mnogi od njegovih komšija su bili pripadnici potonjih. Kitano je upisao Univerzitet Meidži i studirao inženjerstvo, pre nego što ga je napustio sa 19 godina. Otišao je u okrug Asakusa 1972. da bi postao komičar. Dok je radio kao operater lifta u Asakusa France-za striptiz klubu, postao je šegrt komičara Senzaburo Fukamija i na kraju pozorišni komičar.

### Humoristička karijera i uspeh
Sedamdesetih je sa svojim prijateljem Niro Kanekom (koji se naziva i Kijoši Kaneko) formirao komični duo. Uzeli su umetnička imena Bit Takeši i Bit Kijođi; zajedno nazivajući sebe Dva Bita (ツービート Tsū Bīto, ponekad romanizovano kao „The Tvo Beats“). Ova vrsta duo komedije, poznata kao manzaj u Japanu, obično sadrži veliku količinu šegačenja između dva izvođača velikom brzinom napred-nazad. Kijoši je igrao strejt čoveka (cukomi) protiv Takešijevog smešnog čoveka (boke). Godine 1976, prvi put su nastupili na televiziji i postali uspešni, plasirajući svoj čin na nacionalnu scenu. Razlog njihove popularnosti je u znatnoj meri proisticao iz Kitanovih materijala, koji su bio mnogo rizičniji od tradicionalnog manzaja. Meta njegovih šala često su bili socijalno ugroženi, uključujući starce, hendikepirane, siromašne, deca, žene, ružni i glupi. Pritužbe emitera dovele su do cenzure nekih Kitanovih šala i uklanjanja uvredljivih dijaloga. Kitano je u video intervjuu potvrdio da mu je tokom pet godina bio zabranjen pristup studijima NHK, jer je razotkrio svoje telo tokom emisije kada je to bilo potpuno zabranjeno.

## Filmografija

### Filmi

#### Kao direktor
- Violent Cop (1989)
- Boiling Point (1990)
- A Scene at the Sea (1991)
- Sonatine (1993)
- Getting Any? (1995)
- Kids Return (1996)
- Hana-bi (1997)
- Kikujiro (1999)
- Brother (2000)
- Dolls (2002)
- Zatōichi (2003)
- Takeshis' (2005)
- Glory to the Filmmaker! (2007)
- Achilles and the Tortoise (2008)
- Outrage (2010)
- Beyond Outrage (2012)
- Ryuzo and the Seven Henchmen (2015)
- Outrage Coda (2017)

#### Kao glumac
- Go, Go, Second Time Virgin (1969)
- Shinjuku Mad (1970)
- Makoto (1980)
- Dump Migratory Bird (1981)
- Manon (1981)
- Sukkari... Sono Kide (1981)
- Secret of Summer (1982)
- Merry Christmas, Mr. Lawrence (1983)
- Mosquito on the Tenth Floor (1983)
- Kanashii kibun de joke (1985)
- Yasha (1985)
- Comic Magazine (1986)
- Anego (1988)
- Violent Cop (1989)
- Boiling Point (1990)
- Setsuna Kimono, Sore wa Ai (1990)
- Hoshi wo tsugu mono (1990)
- A Legend of Turmoil (1992)
- Dioxin from Fish! (1992)
- Erotic Liaisons (1992)
- Silver Ball (1992)
- Sonatine (1993)
- Kyoso Tanjo (1993)
- Getting Any? (1995)
- Johnny Mnemonic (1995)
- Gonin (1995)
- Hana-bi (1997)
- Tokyo Eyes (1998)
- Kikujiro (1999)
- Taboo (1999)
- Remains of Chivalry Zankyo (1999)
- Brother (2000)
- Battle Royale (2000)
- Battle Royale: Special Edition (2001)
- Zatoichi (2003)
- Battle Royale II: Requiem (2003)
- Izo (2004)
- Blood and Bones (2004)
- The Golden Cups One More Time (2004)
- Takeshis' (2005)
- Arakimentari (2005)
- Glory to the Filmmaker! (2007)
- The Monster X Strikes Back/Attack the G8 Summit (2008) - Take-Majin
- Achilles and the Tortoise (2008)
- Outrage (2010)
- Dearest (2012)
- Beyond Outrage (2012)
- Ryuzo 7 (2015)
- Mozu (2015)
- While the Women Are Sleeping (2016)
- Ghost in the Shell (2017)
- Outrage Coda (2017)

### Televizija
- Thousand Stars and One Night (1980–1981)
- The Manzai (1980–1982)
- Oretachi Hyōkin-zoku (1981–1989)
- Waratte Pon! (1983)
- Super Jockey (1983–1999)
- Sports Taisho (1985–1990)
- Owarai Ultra Quiz (1989–1996, 2007)
- Genki TV (1985–1996)
- Takeshi's Castle (1986–1989)
- TV Tackle (1989–present)
- Heisei Board of Education (1991–1997)
- Daredemo Picasso (1997–present)
- Kiseki Taiken! Anbiribabō (1997–present)
- Koko ga Hen da yo Nihonjin (1998–2002)
- Musashi (2003)
- Fuji Television midnight broadcasting series (1991–present)

Kitano Fan Club
Kitano Fuji
Adachi-ku no Takeshi, Sekai no Kitano
Saitoh Singu-ten
Kitano Talent Meikan
Takeshi Kitano presents Comăneci University Mathematics
- Aka Medaka (2015)
- Hagoku (2017)
- Idaten (2019), Kokontei Shinshō V

## Radio
- All Night Nippon by Beat Takeshi (1981–1990)
- Beatnik Radio (1997–2000)
- Beat Takeshi's literary night talk (NRN)
- International men's friendship book show

## Knjige
- Gerow, Aaron (2007). Kitano Takeshi. British Film Institute. ISBN 978-1-84457-166-6.
- Abe, Casio (2005). Beat Takeshi vs. Takeshi Kitano. Kaya Press. ISBN 978-1-885030-40-5.
- Kitano, Takeshi (1988). Asakusa Kid. Japan: Shincho-Sha.
- Kitano, Takeshi (1998). Asakusa Kid. Paris: Motifs. ISBN 978-2-84261-279-5.
- Kitano, Takeshi (2003). Rencontres du Septième Art. Arléa. ISBN 978-2-86959-619-1.
- Kitano, Takeshi (2005). Naissance d'un Gourou. Editions Denoël. ISBN 978-2-207-25491-2.
- Kitano, Takeshi (2008). La Vie en gris et rose. Philippe Picquier. ISBN 978-2-8097-0022-0.
- Kitano, Takeshi (2012). Boy. Wombat. ISBN 978-2-919186-13-6.

## Video igre

### Kao dizajner
- Takeshi no Chōsenjō (1986)

### Kao glumac
- Yakuza 6: The Song of Life (2016)

## Literatura
- Larimer, Tim (12. 2. 2001). „The Beat Goes On”. 157 (6). Time Asia. Архивирано из оригинала 14. 04. 2001. г. Приступљено 02. 02. 2019.

## Spoljašnje veze
- Kitano Takeshi на веб-сајту Енциклопедија Британика (језик: енглески)
- Takeši Kitano na sajtu  (jezik: engleski)
- Takeshi This Week at Nippon Television Network Corpolation
- Great Directors: Takeshi Kitano at senses of cinema
- Takeshi Kitano: The most authoritative online resource
- TV Stars: "Beat" Takeshi profile at JapanZone
- A Comedian Star is Born essay at Japattack
- Office Kitano - Kitano's Production Company
- Davis, Bob (2003). „Takeshi Kitano”. Senses of Cinema. Приступљено 1. 1. 2016.